# William Nichol Cresswell
William Nichol Cresswell1 (Shoreditch, Londres, 12 de Março de 1818 – Seaforth, 19 de Junho de 1888) foi um pintor inglês que imigrou para o Canadá em 1848. É essencialmente conhecido pelas suas aguarelas ou quadros a óleo de paisagens e praias canadianas.

## Trabalho e influências

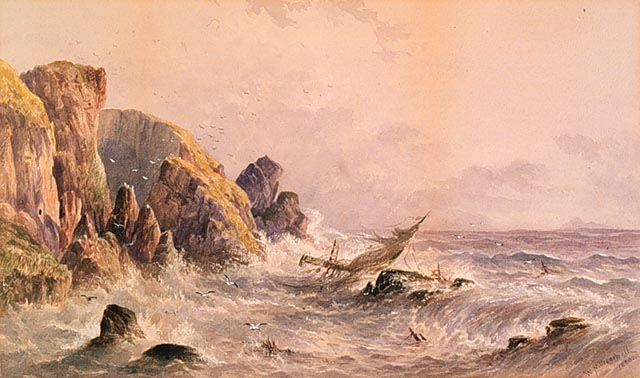
O último do brigue, pintura em aquarela de 1880.

As pinturas de Cresswell são principalmente cenas de paisagens em ambientes rurais ou mesmo selvagens, cenas de animais ou tópicos marítimos mostrando principalmente cenas costeiras do Atlântico. Especialmente neste último, a influência de Stanfield - ele mesmo um notável pintor de paisagens marítimas - foi notada por Harper. Com o tempo, a dura luminosidade de suas primeiras pinturas evoluiu para um tratamento mais amplo e generalizado. Como Albert Bierstadt, ele retratou um deserto atemporal no qual a luz desempenhava um papel semirreligioso. Daniel Fowler é o primeiro artista no Canadá com quem uma amizade é registrada e Cresswell provavelmente conheceu outros, como Robert Whale. No Canadá, Cresswell começou a ensinar o jovem Robert Ford Gagen em 1863, e treze anos depois também George Agnew Reid, então com dezesseis anos.